# Клименко, Юрий Викторович
Ю́рий Ви́кторович Климе́нко (род. 24 марта 1944, Днепропетровск, УССР) — советский и российский кинооператор и фотохудожник, заслуженный деятель искусств Российской Федерации (1993). Лауреат Государственной премии Российской Федерации (2001), шестикратный лауреат премии «Ника» (1999, 2001, 2006, 2011, 2015, 2019).
Работал с такими режиссёрами как Станислав Говорухин, Георгий Данелия, Сергей Соловьёв, Алексей Учитель, Алексей Герман-старший, Сергей Параджанов.

## Биография
Родился 24 марта 1944 года в Днепропетровске.
Учился на механико-математическом факультете Днепропетровского государственного университета (1963—1965).
В 1972 окончил операторский факультет ВГИКа (мастерская Б. Волчека).
Работал ассистентом оператора, оператором на киностудиях «Грузия-фильм», «Узбекфильм», на Одесской киностудии.
С 1987 — оператор-постановщик киностудии «Мосфильм».
Фотоработы Клименко выставлялись в Нью-Йорке, Лондоне, Москве и др. городах.
Член Российской Академии кинематографических искусств «Ника».
Член киноакадемии стран азиатско-тихоокеанского региона (The Asia Pacific Screen Academy).

## Избранная фильмография
- Про Витю, про Машу и морскую пехоту (1973, Михаил Пташук)
- Контрабанда (1974, Станислав Говорухин)
- Человек уходит за птицами (1975, Али Хамраев)
- Познавая белый свет (1978, Кира Муратова)
- Триптих (1979, Али Хамраев)
- Телохранитель (1979, Али Хамраев)
- Слёзы капали (1982, Георгий Данелия)
- Жаркое лето в Кабуле (1983, Али Хамраев)
- Простая смерть (1985, Александр Кайдановский)
- Легенда о Сурамской крепости (1985, Сергей Параджанов, Додо Абашидзе)
- Чужая Белая и Рябой (1986, Сергей Соловьёв)
- Черная роза — эмблема печали, красная роза — эмблема любви (1989, С. Соловьёв)
- Дом под звёздным небом (1991, С. Соловьёв)
- Anna Karamazoff (1991, Рустам Хамдамов)
- Маэстро: Сергей Параджанов (1992, А. Кайдановский, документальный)
- Три сестры (1994, С. Соловьёв)
- Му-му (1998, Юрий Грымов)
- Барак (1999, Валерий Огородников)
- Дневник его жены (2000, Алексей Учитель)
- Прогулка (2003, Алексей Учитель)
- О любви (2003, С. Соловьёв)
- Не хлебом единым (2005, С. Говорухин)
- Космос как предчувствие (2005, А. Учитель)
- Пленный (2008, А. Учитель)
- Пассажирка (2008, С. Говорухин)
- Анна Каренина (2009, в соавторстве с Сергеем Астаховым, реж. Сергей Соловьёв)
- 2-Асса-2 (2009, Сергей Соловьёв)
- Край (2010, Алексей Учитель)
- Самка (2011, Григорий Константинопольский)
- Трудно быть богом (2013, Алексей Герман)
- Weekend (2013, Станислав Говорухин)
- Восьмёрка (2013, Алексей Учитель)
- Дневник мамы первоклассника (2014, Андрей Силкин)
- Матильда (2017, Алексей Учитель)
- Ван Гоги (2018, Сергей Ливнев)
- Девочка Нина и похитители пианино (2023, Роман Шаляпин)

## Признание
- 1993 — Заслуженный деятель искусств Российской Федерации (10 ноября 1993 года) — за заслуги в области киноискусства[2].
- 1998 — премия «Ника» за лучшую операторскую работу («Му-му»).
- 2000 — Приз «Лучшая операторская работа» на кинофестивале «Бригантина» («Барак»).
- 2001 — Государственная премия Российской Федерации в области литературы и искусства 2000 года (6 июня 2001 года) — за художественный фильм «Барак»[3].
- 2001 — премия «Ника» за лучшую операторскую работу («Дневник его жены»).
- 2000 — премия за лучшую операторскую работу МКФ в Милане («Дневник его жены»).
- 2004 — номинация на премию «Золотой орёл» за лучшую операторскую работу (фильм «Прогулка»).
- 2006 — премия «Ника» за лучшую операторскую работу («Космос как предчувствие»).
- 2006 — номинация на премию «Золотой орёл» за лучшую операторскую работу (фильм «Космос как предчувствие»).
- 2006 — номинация на премию киноизобразительного искусства «Белый квадрат» Гильдии кинооператоров России (фильм «Космос как предчувствие»).
- 2009 — премия «Белый слон» Гильдии киноведов и кинокритиков России за лучшую операторскую работу («Пленный»)[4]
- 2010 — номинация на премию киноизобразительного искусства «Белый квадрат» Гильдии кинооператоров России (фильм «Пленный»)
- 2010 — номинация на премию «Золотой орёл» за лучшую операторскую работу (фильм «Анна Каренина»).
- 2011 — премия «Ника» за лучшую операторскую работу («Край»).
- 2011 — номинация на премию «Золотой орёл» за лучшую операторскую работу (фильм «Край»).
- 2011 — номинация на премию киноизобразительного искусства «Белый квадрат» Гильдии кинооператоров России (фильм «Край»).
- 2011 — номинация на Азиатско-Тихоокеанскую кинопремию (Asia Pacific Screen Awards) — Achievement in Cinematography (фильм «Край»)[5]
- 2012 — номинация на премию «Золотой орёл» за лучшую операторскую работу (фильм «Самка»).
- 2012 — номинация на премию киноизобразительного искусства «Белый квадрат» Гильдии кинооператоров России (фильм «Самка»).
- 2012 — премия киноизобразительного искусства «Белый квадрат» Гильдии кинооператоров России — «За вклад в операторское искусство» имени Сергея Урусевского.
- 2015 — номинация на премию «Золотой орёл» за лучшую операторскую работу (фильм «Weekend»).
- 2015 — премия «Белый слон» Гильдии киноведов и кинокритиков России за лучшую операторскую работу («Трудно быть богом»)[6].
- 2015 — премия «Ника» за лучшую операторскую работу («Трудно быть богом»).
- 2018 — номинация на премию «Ника» за лучшую операторскую работу («Матильда»).
- 2018 — номинация на премию киноизобразительного искусства «Белый квадрат» Гильдии кинооператоров России (фильм «Матильда»).
- 2019 — премия «Ника» за лучшую операторскую работу («Ван Гоги»)
- 2018 — номинация на премию киноизобразительного искусства «Белый квадрат» Гильдии кинооператоров России (фильм «Ван Гоги»).